# Helmettes
Helmettes — панк-группа из Амстердама.
Helmettes — одна из наиболее мелодичных нидерландских панк-групп. Наиболее известны своими синглами I don’t care what the people say и 1/2 2 (Half Twee), изданными на независимом голландском панк-лейбле No Fun. В состав группы вошли члены коллективов God's Heart Attack и Mecano.
Группа была образована в 1978 году под влиянием панк-коллективов Saints и Ramones и активно выступала до начала 1980-х годов, пока панк-рок не стал выходить из моды. В середине 1990-х была издана книга о голландском панк-роке «Het gejuich was massaal» в комплекте с синглом Half Twee, что вернуло группе некоторую популярность. В настоящее время группа поддерживает сайт, дизайн которого выполнен в панк-стилистике, и декларирует свою творческую активность. На странице группы в Myspace объявлено, что группе требуется новый ударник.

## Критика о группе
Авторитетное музыкальное издание New Musical Express приводит следующие отзывы музыкальных критиков о коллективе:
«I don’t care what the people say» группы Helmettes — лучшая песня в стиле панк-рок, когда-либо изданная на виниле в Голландии. Сырая, злая, примитивная — всё, что требуется от панк-песни. «Half Twee» группы Helmettes — вторая из лучших песен в стиле панк-рок, когда-либо издававшихся на виниле в Голландии.Jerry Goossens
«Helmettes» относятся к классике голландской поп-истории.Радио VPRO

## Состав
- Йорис Пелгром (Joris Pelgrom) — вокал, гитара
- Питер Пип Куиджман (Pieter Piep Kooijman) — вокал, гитара
- Франк Куиджман (Frank Kooijman) — бас
- Рон Крифт (Ron Kreeft) — ударные
- Франк Камбач (Frank Cambach) — гитара

## Дискография
- 1978 — Single (I don’t care what the people say; Half Twee)
- 1996 — Het gejuich was massaal (CD-компиляция, в комплекте с одноимённой книгой) (Jeroen Vedder и Jerry Goossens)
- 2005 — Lost Live Recordings